# Langue des signes mozambicaine
La langue des signes mozambicaine, est la langue des signes utilisée par les personnes sourdes et leurs proches au Mozambique, au moins dans les trois plus grandes villes (Maputo, Beira, et Nampula).

## Caractéristiques
La langue des signes mozambicaine est sans rapport avec la langue des signes portugaise ou le portugais. Il existe des variations dialectales. Des efforts de normalisation sont en cours (1999).

## Utilisation
Il existe une association pour les sourds : l'Associacao de Surdos de Mocambique (ASUMO). Elle a aidé à produire un dictionnaire des signes en février 2013 avec le Centre d'études africaines et l'Université Eduardo Mondlane de Maputo.